# 生物物理化学
生物物理化学（せいぶつぶつりかがく、英語：biophysical chemistry）は物理化学の方法論を用い、生物学が扱う生体物質や生命現象について研究する学問である。化学、物理学、生物学の学際的研究分野である。生物物理学や生化学等と関連する。

## 概要
生物物理化学の方法論的基盤は熱力学や統計力学による。他に、分析化学や構造生物学などの手法も取り入れられる。生体分子の生体膜における挙動を扱う一分子細胞生物学もこの分野に含まれると言える。
具体的な研究は、タンパク質の構造解析、酵素の反応速度論、赤外線など分光学的手法による解析など多岐にわたる。